# Каменноостровский мост
Каменноостро́вский мост — автодорожный металлический разводной мост через Малую Невку в Санкт-Петербурге. Соединяет Аптекарский и Каменный острова. Объект культурного наследия России регионального значения. Образует единый архитектурный комплекс с расположенным рядом Ушаковским мостом.

## Расположение
Мост расположен в створе Каменноостровского проспекта. Рядом с мостом расположены Лопухинский сад, Каменноостровский дворец.
Ниже по течению находится Большой Крестовский мост.
Ближайшая станция метрополитена — «Чёрная речка».

## Название
Название моста дано по наименованию Каменноостровского проспекта.

## История

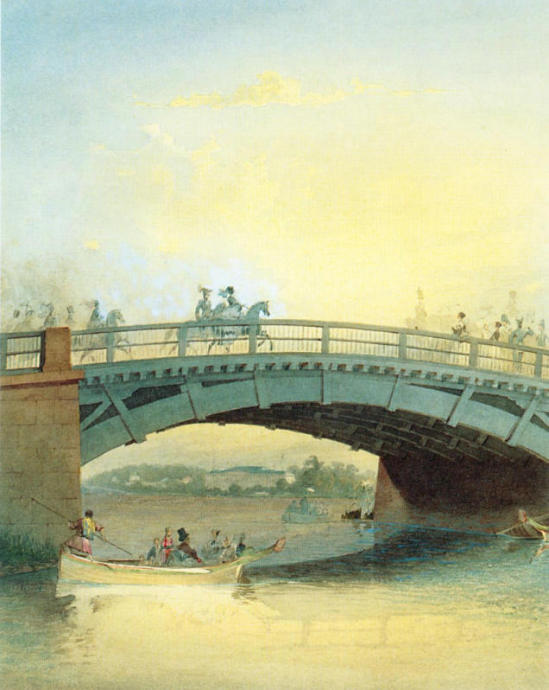
Каменноостровский мост в 1830-е

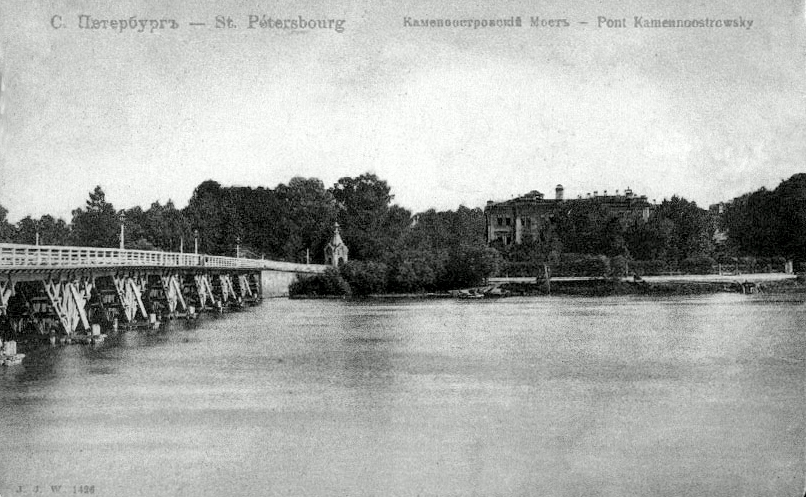
Каменноостровский мост в начале XX века

В 1760 году был впервые наведён плашкоутный мост на 11 судах по проекту архитектора А. Ф. Виста. В 1765 году его заменили новым наплавным мостом на 10 плашкоутах, а затем наплавной мост соединили с выдвинутыми в реку береговыми устоями на сваях. Мост в таком виде неоднократно ремонтировался в дереве.
В 1811—1813 годах по проекту инженера А. А. Бетанкура на месте наплавного моста был сооружён первый в России семипролётный деревянный арочный мост на деревянных опорах и каменных устоях. Строительство велось под руководством инженеров А. Д. Готмана и С. О. Пантелеева. Общая длина моста была 150 м. В таком виде мост эксплуатировался 20 лет. В 1833 году под руководством инженера П. П. Базена был произведён ремонт опор моста.
В 1859 году по проекту инженера А. Штукенберга была осуществлена полная перестройка моста, при которой арочная система была заменена сложной подкосной системой. В 1875 году для прокладки по мосту путей конной железной дороги был произведён капитальный ремонт моста по его усилению. В 1899 году при очередном капитальном ремонте мост был полностью перестроен в дереве и превращён в 11-пролётный балочно-разрезной системы из четырёх деревянных рам с ручным приводом. В 1906—1907 годах, в связи с переводом городских железных дорог на электрическую тягу, под руководством инженера В. Р. Пац-Помарнацкого комиссией городской думы по заведованию общественными работами были произведены работы по усилению моста. В 1908 году по мосту открылось трамвайное движение.
В 1925 году выполнен очередной ремонт моста. В 1938 году Каменноостровский мост был полностью реконструирован. Деревянные прогоны были заменены на металлические двутавровые балки, а ручной привод электрифицирован. Длина моста была 152,5 м, ширина — 18 м. Работы выполнялись силами треста «Ленмостострой» под руководством инженера П. П. Степнова.
В 1953—1954 годах, в связи с возросшей интенсивностью движения транспорта и ростом нагрузок, а также учитывая ветхое состояние моста, был сооружён новый пятипролётный металлический мост с разводным пролётом посередине, по проекту инженеров института «Ленгипроинжпроект» В. В. Демченко, Б. Б. Левина и архитекторов П. А. Арешева и В. С. Васильковского. Впервые на мосту были применены железобетонные плиты с асфальтовым покрытием для крыльев разводного пролёта вместо обычных деревянных настилов. Мост сооружался одновременно с Ушаковским мостом по одному проекту, девизом которых был «Незримый разводной пролёт». Это конструктивное решение оказалось настолько удачным, что было использовано при реконструкции моста Свободы через Большую Невку. Работы по строительству моста осуществляли СУ-1 и СУ-2 треста «Ленмостострой» под руководством инженеров П. В. Андреевского, О. С. Чарноцкого, В. Е. Ефимова. 17 октября 1954 года мост был открыт для движения. В 1999 году выполнен капитальный ремонт моста.

## Конструкция
Мост пятипролётный металлический балочный с центральным разводным пролётом. Стационарные пролётные строения — неразрезные двухпролётные металлические пролётные строения 27,45 + 30,14 м. В поперечном сечении состоят из сварных главных балок с криволинейным нижним поясом. Проезжая часть из железобетонной плиты с покрытием из мелкозернистого асфальтобетона. Разводной пролёт перекрыт двукрылым пролётным строением откатно-раскрывающейся системы с жёстко прикреплёнными противовесами. В поперечном сечении состоит из сварных главных балок двутаврового сечения переменной высоты. По прогонам и главным балкам крыльев уложена железобетонная плита проезжей части с покрытием из мелкозернистого асфальтобетона. Устои моста монолитные. Фундаменты устоев свайные на деревянных сваях. Фасадные поверхности устоев облицованы гранитом. Все промежуточные опоры монолитные, заложенные на высоких свайных ростверках и облицованы с фасадных сторон гранитом. Ограждение на стационарных пролётах — гранитный парапет, на разводном пролёте — металлическое сварное. На мосту установлено чугунное перильное ограждение индивидуального художественного литья. На опорах и устоях моста перильное ограждение завершается гранитными стелами и парапетами.
Полная длина моста по шкафным стенкам устоев 151,9 м, по концам открылков сопряжения с набережными 180,74 м.